# Kámyanka-Buzka
Kámyanka-Buzka (ucraniano: Ка́м'янка-Бу́зька; polaco: Kamionka Strumiłowa) es una ciudad de Ucrania perteneciente al raión de Leópolis de la óblast de Leópolis.
En 2022, la ciudad tenía una población de 10 397 habitantes. Desde 2017 es sede de un municipio que tiene una población total de más de veinte mil habitantes y que incluye 28 pueblos como pedanías.
Se conoce la existencia del pueblo desde el siglo XV, cuando era conocido como "Kámyanka Strumylova". En 1471 fue declarada ciudad con Derecho de Magdeburgo. Durante los siglos siguientes fue un importante centro de comercio y artesanía, sobreviviendo a los ataques de los tártaros y a la rebelión de Jmelnitski, que provocaron mayores daños en otras ciudades de la zona. Desde el siglo XVI fue también un importante shtetl, hasta el punto de que en los siglos XIX-XX la mitad de sus habitantes eran judíos, pero estos últimos fueron asesinados por los Einsatzgruppen en la Segunda Guerra Mundial. La RSS de Ucrania le dio su topónimo actual en 1944. Hasta 2020 era la capital de su propio raión.
Se ubica a orillas del río Bug Occidental, unos 30 km al noreste de Leópolis, sobre la carretera H17 que lleva a Lutsk. La H17 se cruza aquí con la T1425, que forma la circunvalación más exterior de Leópolis.